# Cyrtosia marginata
Espèce
Cyrtosia marginata est une espèce de Diptères du genre Cyrtosia. Elle a été décrite par Édouard Perris en 1839 et est recensée en France et en Italie.

## Répartition
L'espèce est présente France et en Italie[réf. souhaitée].

## Systématique
Le nom valide complet (avec auteur) de ce taxon est Cyrtosia marginata Perris, 1839.

### Publication originale
- [Perris 1839] Édouard Perris, Annales de la société entomologique de France, t. VIII, Paris, Pitois-Levrault, 1839, 756 p. (lire en ligne), p. 705